# Хребет Лілует
Хребет Ліллует — крайня південно-східна частина Тихоокеанського хребта Берегового хребта Британської Колумбії. Вони розташовані між руслом річки Лілует і озером Гаррісон на заході та каньйоном річки Фрейзер на сході, а також низинною прибережною долиною цієї річки на півдні.
Хребет Лілует займають приблизно 8100 км2. Хребет є надзвичайно посіченим та різноманітним за рельєфом і включає деякі з найвищих вершин південно-західної Британської Колумбії. Найвищою є гора Скіхіст (2968 м), увінчує хребет Кантілевер на захід від громади Літтон у місці злиття річок Томпсон і Фрейзер. Найпівнічнішою частиною хребта Лілует є хребет Кайош, який включає другу за висотою вершину хребта Лілует, поки що безіменну висотою 2855 м, яка розташована на південь від озера Сетон і приблизно 20 км на захід від міста Лілует. На північний схід від озера Харрісон гора Брейкенрідж височіє на 2395 м високий і створює значний локальний ризик цунамі у наслідок зсувів. Основні вододіли, які повністю знаходяться в межах хребта Лілует, це вододіли Кайош-Крік, річки Стайн, річки Нахатлатч і річки Срібна (вона ж Велика Срібна річка).
У межах хребта Лілует розташовано ряд провінційних парків і зон відпочинку. Найбільшим і найважливішим є Парк спадщини Стейн-Веллі Нлака'памукс, який охоплює весь басейн річки Стайн, безпосередньо на захід від Літтона та на схід від Пембертона — Маунт-Керрі. «Стейн» є найбільшим вододілом у південному Береговому хребті і, як і решта хребтів Лілует, ландшафти варіюють від альпійського прибережного типу на заході до пустельно-каньйонного посушливого на сході.
Є лише одне шосе, що проходить через хребти Лілует, Hwy 99 від гори Каррі до Лілует, через долину Кайош-Крік.

## Інші джерела
- Архів країни Bridge River-Lillooet
- Хребти Лілует у Канадській гірській енциклопедії[недоступне посилання]